# Дом под крестом
Дом под крестом (пол. Dom pod Krzyżem) — историческо-архитектурное здание на улице Шпитальна, 21 в Кракове, Польша. В настоящее время в здании располагается Театральный музей имени Станислава Выспянского, который является филиалом Краковского исторического музей.

## История
Название здание происходит от креста, который располагается над входом в здание. Согласно польскому хронисту Яну Длугошу здание было построено в 1474 году. Несколько раз перестроенное здание использовалось с XVIII века в качестве приюта для нуждающихся. В начале XX века городские власти планировали снести здание, но в конечном итоге его площадь стала использоваться под магазины и жилые помещение. В здании находился также офис Ассоциации польских художников.
В 1933 году в здании был театр Cricot. С 1939 года Дом под крестом был местом размещения Краковского исторического музея.
Постоянная экспозиция музея была открыта в 1969 году и состоит из экспонатов, предоставленных в 1952 году краковским Национальным музеем, польским театральным деятелем Людвиком Сольским, краковскими театрами и частными лицами.